# Gotland-Klasse
Die drei U-Boote der Gotland-Klasse sind die modernsten U-Boote der Schwedischen Marine. Ein Stirlingmotor ermöglicht ihnen mehrwöchige Unterwasserfahrten. Entwickelt und gebaut wurden die U-Boote bei Kockums in Malmö/Schweden und ersetzen teilweise die ältere Västergötland-Klasse.

## Ausrüstung und Aufgaben

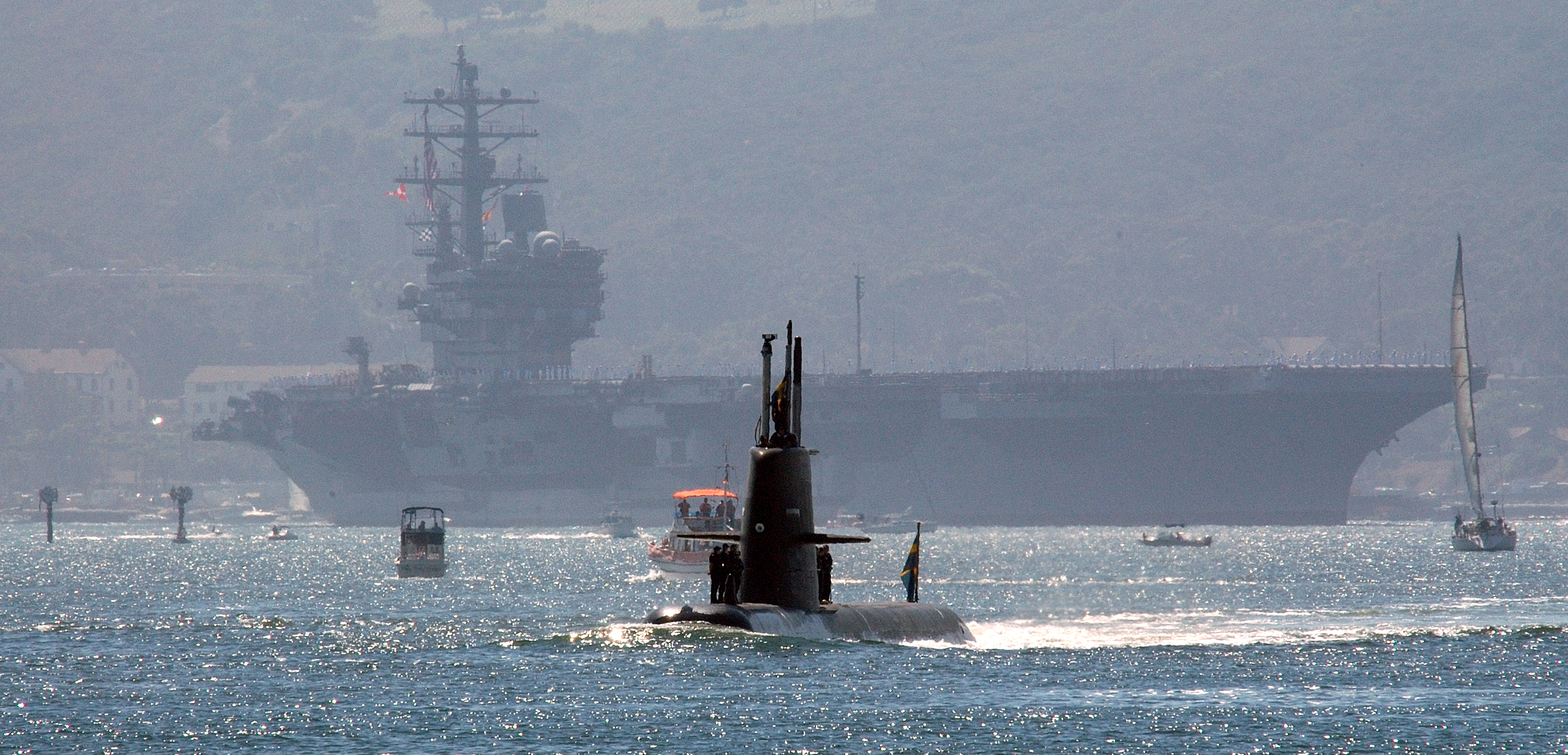
Gotland 2005 vor San Diego. Im Hintergrund die Ronald Reagan

Die U-Boote der Gotland-Klasse sind die ersten U-Boote weltweit, die mit einem außenluftunabhängigen Stirlingmotor ausgerüstet sind, der die Dauer ihrer Unterwasserfahrt von einigen Tagen auf einige Wochen ausdehnt. Über diese Fähigkeit verfügten früher nur Atom-U-Boote. Zudem gilt das System als vibrationsfrei, leise und praktisch nicht zu orten.
Hersteller der Stirlingmotoren ist die schwedische Firma Kockums Submarine Systems, der Typ ist Kockums V4-275R. Als Wärmequelle dient Dieselkraftstoff, der mit reinem Sauerstoff verbrannt wird.
Die achterlichen Seiten- und Tiefenruder sind X-förmig vor dem langsam drehenden Propeller angeordnet, die zusammen mit den Tiefenrudern am Turm eine exzellente Manövrierbarkeit garantieren. Die U-Boote der Gotland-Klasse sind in zwei Ebenen eingeteilt: Auf dem unteren Deck befinden sich von vorn nach achtern der Torpedoraum mit Waffenwartung und Munitionslast, die Batterie A, die Hilfsmaschinen, die Dieselgeneratoren und die Batterie B. Auf dem oberen Deck liegen die Zentrale, der Funkraum, der Elektronikraum, die Unterkünfte, die Messe, die Kombüse, Toiletten und Waschräume. Der Elektronikraum beinhaltet die Antriebskontrollkonsolen, Inverter, Konverter und Alternatoren, die Elektrikkontrollkonsolen und die Batterieüberwachung. Achtern liegen das Stirling-AIP-System, der Hauptmotor und Unterstützungssysteme. Der Turm beherbergt ein kombiniertes Such- und Angriffsperiskop, Masten für Kommunikation und Aufklärung, eine Radarantenne und einen Schnorchel.
Die Gotland-Klasse ist für die meisten Aufgaben ausgelegt, die ein U-Boot erfüllen kann: Anti-Schiffs- und U-Jagd-Missionen, Fernaufklärung, verdeckte Operationen und Minenlegen. Die U-Boote der Gotland-Klasse tragen ein Arsenal modernster drahtgesteuerter und zielsuchender Waffen, darunter die neuentwickelten Torpedos mit Zielsuchkopf, Raketen und Seeminen. Ein einziges Waffensystem koordiniert Ortung, Identifizierung und Vernichtung von Zielen auch weit außerhalb der Sichtgrenze: Das neuentwickelte Sonar- und Feuerleitsystem CSU 90 analysiert die Bewegung des Ziels, errechnet daraus dessen Kurs, Geschwindigkeit und Position und stimmt Auslösung und Kurs der eigenen Waffen darauf ab. Das Nachladen der Rohre erfolgt automatisch. Alle Sensoren des Bootes, die Navigations- und Waffenkontrolle sowie die Rechnerkonsolen und taktischen Programme sind in das System integriert. Dieses Waffensystem macht zusammen mit den niedrigen Konturen des Bootes, der enormen Ausdauer und einer extremen Schockresistenz die hohe Kampfkraft des Bootes aus. Aufgrund ihrer Form sowie verschiedener Beschichtungen der Außenhülle kann die Gotland-Klasse mit Sonar kaum geortet werden. Die weitgehende Automatisierung der Systeme macht es gleichzeitig möglich, auf eine große Besatzung zu verzichten. So ist etwa nur ein Mann für den Kurs und die Tiefensteuerung des Bootes zuständig, wobei auch diese Funktionen vom Bordsystem übernommen werden können.

## Einheiten
Drei U-Boote der Gotland-Klasse sind im Dienst der Schwedischen Marine:
| Kennung | Name    | Kiellegung        | Stapellauf         | Indienststellung  | Außerdienststellung | Bemerkung |
| ------- | ------- | ----------------- | ------------------ | ----------------- | ------------------- | --------- |
| Gtd     | Gotland | 20. November 1992 | 2. Februar 1995    | 2. September 1996 |                     | Aktiv     |
| Upd     | Uppland | 14. Januar 1994   | 9. Februar 1996    | 1. Mai 1997       |                     | Aktiv     |
| Hnd     | Halland | 21. Oktober 1994  | 27. September 1996 | 1. Oktober 1997   |                     | Aktiv     |

## Leasing der HSwMS Gotland durch die US Navy
2004 erhielt die schwedische Regierung eine Anfrage der Vereinigten Staaten, die HSwMS Gotland – unter schwedischer Flagge, mit schwedischem Kommando und schwedischer Besatzung – für ein Jahr für Übungen zur U-Boot-Bekämpfung zu leasen. Die schwedische Regierung gab diesem Ersuchen im Oktober 2004 statt, und beide Marinen unterzeichneten am 21. März 2005 eine Absichtserklärung. Der Vertrag wurde 2006 um weitere 12 Monate verlängert.
Im Jahr 2005 gelang es der Gotland, während einer Wargaming-Übung im Pazifik mehrere Bilder der Ronald Reagan zu schießen und damit zu zeigen, dass sie in der Lage war, den Flugzeugträger zu versenken. Die Übung wurde durchgeführt, um die Effektivität der US-Flotte gegenüber dieselelektrischen U-Booten zu bewerten, die von einigen als sehr mangelhaft bezeichnet wurde. Schon im Jahr 2001, während der Übung JTFEX 01-2 in der Karibik, „versenkte“ die deutsche U 24 der konventionellen Klasse 206 den Flugzeugträger Enterprise, indem es grüne Signalmunition abfeuerte und ein Foto durch sein Periskop machte.